# 延吉西站
延吉西站（：／ Yŏn-gilsŏyŏk */?）位于中华人民共和国吉林省延边朝鲜族自治州延吉市朝阳川镇光石村，是长珲城际铁路上的高铁站，于2015年9月20日启用营运，中国铁路沈阳局集团延吉车务段管辖。本站是延边朝鲜族自治州境内最大的高铁站。

## 車站設計

### 站房
站体以中國朝鲜族典型瓦式房屋、矮墙为设计，面积7982平方米。候车室位于站房中部，内设有《盛世欢歌》、《锦绣传奇》两幅壁画。
- 售票处
- 候车室
- 候车室内金达莱服务台
- 出站口

### 站场
| 7站台    | 长珲客运专线 往珲春方向（图们北站） |
| 岛式站台 |                                     |
| 6站台    | 长珲客运专线 往珲春方向（图们北站） |
| 5站台    | 长珲客运专线 往珲春方向（图们北站） |
| 岛式站台 |                                     |
| 4站台    | 长珲客运专线 往珲春方向（图们北站） |
| 通过线   | 长珲客运专线 下行列车通过线         |
| 通过线   | 长珲客运专线 上行列车通过线         |
| 3站台    | 长珲客运专线 往长春方向（安图西站） |
| 岛式站台 |                                     |
| 2站台    | 长珲客运专线 往长春方向（安图西站） |
| 1站台    | 长珲客运专线 往长春方向（安图西站） |
| 侧式站台 |                                     |
| 站房     | 售票处、候车室、出站口              |

## 車站周邊
- 延边朝鲜族自治州社会保险局
- 延吉市小营镇民主村村民委员会
- 延吉市吉兴养老院
- 五一度假村

## 歷史
- 2015年9月20日通车启用[4]。

## 外部連結
- 中国铁路客户服务中心 （页面存档备份，存于）